# Felix Bartha
Felix Alfred Marta Leopold Zdenko Bartha, född  18 september 1928 i Hermannseifen, Tjeckoslovakien, död 24 maj 2015 i Billdal, var en svensk arkitekt.
Bartha, som var son till direktör Felix Bartha och Leopoldine Nagl, utexaminerades från tekniska högskolan i Dresden 1954. Han blev arkitekt hos Gustaf Birch-Lindgrens och Elmar Lohks arkitektkontor i Göteborg 1954, Lund & Valentin arkitekter 1960, hos SKF i Göteborg 1962 och Göteborgs stads stadsbyggnadskontors stadsplaneavdelning från 1966. Han bedrev även egen arkitektverksamhet från 1964. Han ritade bland annat institutionen för mikrobiologi i Göteborg, kontors- och affärshus samt nybyggnader för SKF, nämligen verkstadsklubb, personalmatsal och centralkök. Han var medarbetare i tidskriften Bauwelt i Berlin 1960.